# Paso de Agate
El paso de Agate (en inglés: Agate Pass) o pasaje de Agate (Agate Passage) es un estrecho marino de fuertes corrientes en el Puget Sound, que conecta Port Madison (Estados Unidos, estado de Washington) con Port Orchard. Cae entre la isla Bainbridge y el continente de la península de Kitsap, cerca de Suquamish.
La tradicional aldea de invierno de los Suquamish se encontraba en el paso de Agate. Era el sitio de la Cada del Anciano, la mayor casa alargada del Puget Sound. El paso de Ágata fue desconocido por los no-nativos hasta que fue descubierto por la Expedición Wilkes en 1841; antes de ese momento, la isla Bainbridge se creía que era una península. Fue nombrada por Charles Wilkes en honor a unos de los miembros de la expedición, Alfred Thomas Agate.
En 1950, se inauguró el puente del Paso de Ágata que conectó la isla de Bainbridge con la península de Kitsap por primera vez. El puente está listado en el Registro Nacional de Lugares Históricos. El puente lleva el tráfico de Washington State Highway 305.